# یدوپیندولول
یدوپیندولول (انگلیسی: Iodopindolol) یک آنتاگونیست انتخابی بتا آدرنرژیک است که با رادیواکتیو ید-۱۲۵ نشان‌گذاری شده است. این ماده برای نقشه‌برداری گیرنده‌های بتا در آزمایش‌های سلولی استفاده شده است.